# A. J. Burnett
Pour les articles homonymes, voir Burnett.
Allen James Burnett (né le 3 janvier 1977 à North Little Rock, Arkansas, États-Unis) est un lanceur droitier qui a joué dans le Ligue majeure de baseball de 1999 à 2015.
Champion de la Série mondiale 2003 avec les Marlins de la Floride et de la Série mondiale 2009 avec les Yankees de New York, Burnett a lancé en 2001 un match sans point ni coup sûr pour les Marlins.

## Carrière

### Marlins de la Floride
A. J. Burnett est drafté le 1er juin 1995 par les Mets de New York. Encore joueur de Ligues mineures, il est transféré le 6 février 1998 avec le lanceur gaucher Jesús Sánchez et Don Stratton, un lanceur droitier qui n'a jamais atteint les majeures, aux Marlins de la Floride contre le lanceur gaucher Al Leiter et le joueur de deuxième but Ralph Milliard.
Burnett débute en Ligue majeure le 17 août 1999. Sous les couleurs des Marlins, il signe sa meilleure saison en 2002 avec 3,30 de moyenne de points mérités, 12 victoires et 9 défaites, 7 matches complets et 5 blanchissages.
Le 12 mai 2001 à San Diego, Burnett lance un match sans point ni coup sûr dans la victoire de 3-0 des Marlins sur les Padres. Cette partie sans coup sûr se démarque par le nombre élevé de buts-sur-balles (9) accordés par Burnett durant la rencontre. Il s'agit du troisième match sans coup sûr de l'histoire des Marlins, le premier de la franchise ayant été réussi par Al Leiter, contre qui Burnett avait été échangé aux Mets trois ans plus tôt.

### Blue Jays de Toronto
Devenu agent libre après la saison 2005, il s'engage avec les Blue Jays de Toronto le 7 décembre 2005.

### Yankees de New York
Arrivé au terme de son contrat chez les Blue Jays à la fin de la saison 2008, Burnett rejoint les Yankees de New York le 12 décembre 2008. Il s'engage pour cinq saisons contre 82,5 millions de dollars.

#### Saison 2009

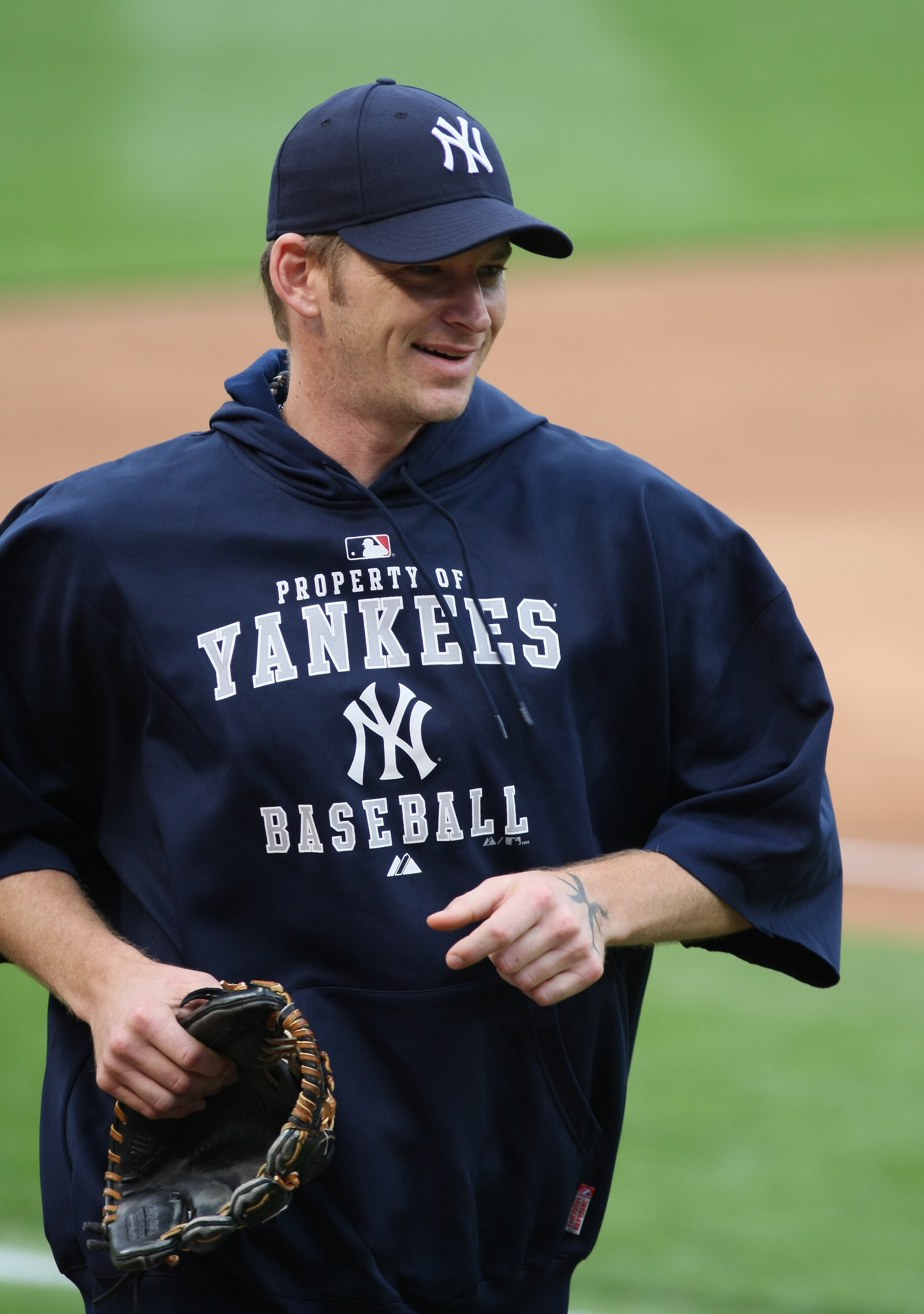
Burnett en 2009 avec les Yankees.

Burnett ne se montre pas un très bon investissement pour les Yankees. Il connaît une honorable première saison de 13-9 avec une moyenne de points mérités de 4,04 en 33 départs en 2009. Il est toutefois le lanceur de la Ligue américaine qui donne le plus de buts-sur-balles (97) et le lanceur des majeures qui commet le plus de mauvais lancers (17).
Il remporte le championnat avec le club new-yorkais malgré des séries éliminatoires ardues. Il effectue une brillante sortie au premier tour face aux Twins du Minnesota, sa première partie jouée à vie en matchs d'après-saison, mais donne 8 points mérités aux Angels de Los Angeles en 12 manches et un tiers lancées dans la Série de championnat de la Ligue américaine. En Série mondiale 2009, il livre une bonne performance dans le second match contre les Phillies de Philadelphie et bat Pedro Martinez mais ne fait pas le poids dans la 5e rencontre où il est opposé à Cliff Lee. Il s'en tire avec une victoire et une défaite en finale et est champion du monde. Sa moyenne de points mérités s'élève à 5,33 pour les éliminatoires de 2009 et à 7,00 pour la seule Série mondiale.

#### Saison 2010
Burnett enchaîne deux difficiles saisons où est la cible des critiques des partisans des Yankees. En 2010, il remporte 10 victoires contre 15 défaites et affiche une moyenne de points mérités de 5,26 en 186,2 manches lancées. Il effectue 16 mauvais lancers et est le lanceur des majeures qui atteint le plus grand nombre de frappeurs (19). Il est malmené par les Rangers du Texas et subit la défaite à sa seule partie éliminatoire jouée, en Série de championnat.

#### Saison 2011
En 2011, la moyenne de points mérités de Burnett baisse très légèrement pour atteindre 5,15 en 190,1 manches au monticule. S'il atteint 10 frappeurs de moins que l'année d'avant (9), il domine le baseball majeur avec 25 mauvais lancers. Il remporte 10 victoires contre autant de défaites. À son retour en éliminatoires, où les Yankees subissent l'élimination dès la première ronde, il est en revanche brillant à son seul départ en Série de divisions où il remporte la victoire sur les Tigers de Détroit.

### Pirates de Pittsburgh
Le 19 février 2012, Burnett est échangé par les Yankees aux Pirates de Pittsburgh en retour de deux joueurs des ligues mineures : le lanceur de relève droitier Diego Moreno et le voltigeur Exicardo Cayones. Déçu par les récentes performances de Burnett et sachant que la valeur du vétéran de 35 ans n'est pas à son maximum, les Yankees s'engagent à payer à la place des Pirates 20 des 33 millions de dollars US promis au lanceur pour les deux saisons restant à son contrat.

#### Saison 2012
Son séjour chez les Pirates commence mal : dans un des premiers entraînements de l'équipe, il est atteint à l'œil droit par une balle alors qu'il pratique des amortis. Il subit une fracture de l'os orbital et il est prévu qu'il s'absente pour 8 à 12 semaines. Il récupère toutefois plus rapidement que prévu et fait ses débuts avec Pittsburgh dès le 21 avril 2012, où il blanchit Saint-Louis pendant 7 manches dans un gain de 2-0 des Pirates.
Le 31 juillet au Wrigley Field, dans une victoire de 5-0 des Pirates sur les Cubs, Burnett frôle un second match sans point ni coup sûr en carrière. Il le perd après deux retraits en huitième manche lorsqu'il alloue son seul coup sûr de la partie à Adrian Cardenas.
Il est l'as de la rotation des Pirates en 2012 avec 16 victoires, 10 défaites et une moyenne de points mérités de 3,51 en 202 manches et un tiers lancées lors de 31 départs. Il réussit un blanchissage et mène le club avec 180 retraits sur des prises.

#### Saison 2013
En 2013, le vétéran remet une fiche victoires-défaites perdante de 10-11 en 30 départs mais améliore néanmoins sa moyenne de points mérités, qui se chiffre à 3,30 en 191 manches au monticule. Il est le lanceur de la Ligue nationale qui retire le plus de frappeurs sur des prises, en moyenne, avec 9,84 retraits du genre par 9 manches lancées. Ses 209 retraits sur des prises le classe 1er chez les Pirates et 5e dans la Ligue nationale cette saison-là. Il lance un match complet en saison régulière et aide Pittsburgh à décrocher une qualification en séries éliminatoires pour la première fois en 21 ans. Il amorce comme lanceur partant la Séries de divisions de la Ligue nationale entre les Pirates et les Cardinals de Saint-Louis mais accorde 7 points en 3e manche et subit la défaite dans un revers de 9-1 de son équipe. C'est son seul match joué dans les éliminatoires de 2013.

### Phillies de Philadelphie
Après la saison 2013, Burnett peut entrer le marché des agents libres mais les Pirates ne lui font pas d'offre. Le vétéran envisage la retraite et avait annoncé que, s'il poursuivait sa carrière une autre année, ce ne serait pas ailleurs qu'à Pittsburgh. Burnett fête en janvier 2014 ses 37 ans et annonce qu'il est prêt à jouer une autre saison. Maintenant disposé à joindre un autre club que les Pirates, son arrivée tardive sur le marché des joueurs autonomes intéresse notamment les Phillies de Philadelphie. Le 16 février 2014, Burnett signe officiellement un contrat d'une saison avec les Phillies.
De tous les lanceurs des majeures, Burnett est celui qui encaisse le plus de défaites (18), accorde le plus de buts-sur-balles (96) et de points mérités (109) en 2014. Il atteint 16 frappeurs adverses et un seul lanceur (Charlie Morton) fait pire que lui. Burnett effectue 34 départs, un sommet dans les majeures, remporte 8 décisions et sa moyenne de points mérités se chiffre à 4,59 en 213 manches et deux tiers lancées, la seconde plus haute charge de travail de sa carrière après sa saison 2008 à Toronto. Il renonce à l'option de demeurer une année de plus chez les Phillies et devient agent libre au terme de la saison 2014.

### Retour à Pittsburgh
Le 14 novembre 2014, Burnett revient chez les Pirates de Pittsburgh, de qui il accepte un contrat d'une saison.

## Statistiques
| Saison | Équipe     | G   | GS  | CG | SHO | V   | D   | SV | IP     | SO   | ERA  |
| ------ | ---------- | --- | --- | -- | --- | --- | --- | -- | ------ | ---- | ---- |
| 1999   | Floride    | 7   | 7   | 0  | 0   | 4   | 2   | 0  | 41.1   | 33   | 3,48 |
| 2000   | Floride    | 13  | 13  | 0  | 0   | 3   | 7   | 0  | 82.2   | 57   | 4,79 |
| 2001   | Floride    | 27  | 27  | 2  | 1   | 11  | 12  | 0  | 173.1  | 128  | 4,05 |
| 2002   | Floride    | 31  | 29  | 7  | 5   | 12  | 9   | 0  | 204.1  | 203  | 3,30 |
| 2003   | Floride    | 4   | 4   | 0  | 0   | 0   | 2   | 0  | 23.0   | 21   | 4,70 |
| 2004   | Floride    | 20  | 19  | 1  | 0   | 7   | 6   | 0  | 120.0  | 113  | 3,68 |
| 2005   | Floride    | 32  | 32  | 4  | 2   | 12  | 12  | 0  | 209.0  | 198  | 3,45 |
| 2006   | Toronto    | 21  | 21  | 2  | 1   | 10  | 8   | 0  | 135.2  | 118  | 3,98 |
| 2007   | Toronto    | 25  | 25  | 2  | 0   | 10  | 8   | 0  | 165.2  | 176  | 3,75 |
| 2008   | Toronto    | 35  | 34  | 1  | 0   | 18  | 10  | 0  | 221.1  | 231  | 4,07 |
| 2009   | NY Yankees | 33  | 33  | 1  | 0   | 13  | 9   | 0  | 207.0  | 195  | 4,04 |
| 2010   | NY Yankees | 33  | 33  | 1  | 0   | 10  | 15  | 0  | 186.2  | 145  | 5,26 |
| Totaux | Totaux     | 281 | 277 | 21 | 9   | 110 | 100 | 0  | 1770.0 | 1618 | 3,99 |

| Saison | Équipe     | G | GS | CG | SHO | V | D | SV | IP   | SO | ERA  |
| ------ | ---------- | - | -- | -- | --- | - | - | -- | ---- | -- | ---- |
| 2009   | NY Yankees | 5 | 5  | 0  | 0   | 1 | 1 | 0  | 27.1 | 24 | 5,27 |
| 2010   | NY Yankees | 1 | 1  | 0  | 0   | 0 | 1 | 0  | 6.0  | 4  | 7,50 |
| Totaux | Totaux     | 6 | 6  | 0  | 0   | 1 | 2 | 0  | 33.1 | 27 | 5,67 |

Note: G = Matches joués ; GS = Matches comme lanceur partant ; CG = Matches complets ; SHO = Blanchissages ; 
V = Victoires ; D = Défaites ; SV = Sauvetages ; IP = Manches lancées ; SO = retraits sur des prises ; ERA = Moyenne de points mérités.